# ده‌کیان
ده‌کیان، روستایی در دهستان دنباله‌رود شمالی بخش مرکزی شهرستان دزپارت در استان خوزستان ایران است. این روستا، مرکز دهستان دنباله‌رود شمالی است.

## جمعیت
بر پایه سرشماری عمومی نفوس و مسکن در سال ۱۳۹۵، جمعیت این روستا برابر با ۶۶۰ نفر (۱۶۸ خانوار) بوده است.